# Дутов, Александр Ильич

А. И. Дутов. 1917 год

Алекса́ндр Ильи́ч Ду́тов (5 (17) августа 1879, Казалинск — 7 февраля 1921, Суйдун, Китай) — русский военный, участник Белого движения, атаман Оренбургского казачества, генерал-лейтенант (1919).

## Биография
Предки А. И. Дутова по мужской линии происходили из Самарского казачьего войска, впоследствии упразднённого. Отец, Илья Петрович Дутов — боевой офицер эпохи туркестанских походов, в сентябре 1907 года, при увольнении от службы, был произведён в чин генерал-майора. Мать, Елизавета Николаевна Ускова — дочь урядника, уроженка Оренбургской губернии.
А. И. Дутов родился во время одного из походов в г. Казалинске Сырдарьинской области, первенцем в семье. Его детские годы прошли в Фергане, Оренбурге, Санкт-Петербурге и снова в Оренбурге.
Во время обучения отца в офицерской кавалерийской школе в 1888—1889 годах жил в Петербурге и в семь лет начал ходить в школу Летниковой, а затем, для подготовки к поступлению в кадетский корпус, в школу Назаровой. Позднее поступил в училище Жоравович в Оренбурге.
В 1889 году его приняли на войсковую стипендию в Оренбургский Неплюевский кадетский корпус, который он окончил в 1897 году.
После окончания николаевского кадетского училища в 1899 году был произведён в чин хорунжего и направлен в 1-й Оренбургский казачий полк, стоявший в Харькове.
В 1902 году был командирован сначала в Киев для предварительного испытания при штабе 3-й саперной бригады для перевода в инженерные войска, а затем отправился в Санкт-Петербург сдавать экзамен при Николаевском инженерном училище на право прикомандирования к инженерным войскам. Подготовка заняла четыре месяца, успешно сдав экзамен за весь курс училища (по свидетельству официальной биографии — первым), поступил в распоряжение Главного инженерного управления и снова оказался в Киеве, в 5-м саперном батальоне, для испытания по службе и последующего перевода. В батальоне спустя три месяца был назначен преподавателем саперной, а с 1903 году — телеграфной школы. Помимо этой работы, заведовал батальонной солдатской лавкой; 1 октября 1903 года получил чин поручика.
В это время состоялась его женитьба на Ольге Викторовне Петровской, происходившей из потомственных дворян Санкт-Петербургской губернии.
Окончив курсы при Николаевском инженерном училище 1 октября 1903 года, поступил в Академию Генштаба, однако в 1905 году добровольцем ушёл на русско-японскую войну. Воевал в составе 2-й Маньчжурской армии, где за «отлично-усердную службу и особые труды» во время боевых действий был награждён орденом Святого Станислава 3-й степени.
По возвращении из Маньчжурии продолжил обучение в Академии Генштаба, которую окончил в 1908 году по 2-му разряду (без производства в следующий чин и причисления к Генеральному Штабу) в чине штабс-капитана. Был направлен для ознакомления со службой ГенШтаба в Киевский военный округ в штаб 10-го армейского корпуса.
С 1909 по 1912 год преподавал в Оренбургском казачьем юнкерском училище. Одним из его учеников был Г. М. Семёнов — впоследствии Забайкальский войсковой атаман. Помимо выполнения своих должностных обязанностей организовывал в училище спектакли, концерты и вечера.
В декабре 1910 года награждён орденом Св. Анны 3-й степени.
В октябре 1912 года командирован для годичного цензового командования 5-й сотней 1-го Оренбургского казачьего полка в Харьков. 6 декабря произведён в чин войскового старшины (соответствовавший армейский чин — подполковник). По истечении срока командования в октябре 1913 года вернулся в училище, где прослужил до 1916 года.

## Первая мировая война
20 марта 1916 года добровольцем ушёл в действующую армию, в 1-й Оренбургский казачий Его Императорского Высочества Наследника Цесаревича полк, входивший в состав 10-й кавалерийской дивизии 3-го конного корпуса 9-й армии Юго-Западного фронта.
Принимал участие в наступлении Юго-Западного фронта под командованием А. А. Брусилова, во время которого 9-я русская армия, где служил Дутов, разгромила 7-ю австро-венгерскую армию в междуречье Днестра и Прута. Во время наступления был дважды ранен, второй раз тяжело. Однако после двух месяцев лечения в Оренбурге вернулся в полк. 16 октября был назначен командующим 1-м Оренбургским казачьим полком совместно с князем С. В. Бартеневым.
В его аттестации начальником 10-й кавалерийской дивизии генералом В. Е. Марковым и командиром корпуса графом Ф. А. Келлером 11 февраля 1917 года писалось: «Последние бои в Румынии, в которых принимал участие полк под командой войскового старшины Дутова, дают право видеть в нём отлично разбирающегося в обстановке командира и принимающего соответствующие решения энергично, в силу чего считаю его выдающимся и отличным боевым командиром полка».
К февралю 1917 года за боевые отличия награждён мечами и бантом к ордену Святой Анны 3-й степени и орденом Святой Анны 2-й степени.

## После Февральской революции
После Февральской революции в марте 1917 года избран заместителем председателя Временного Совета Союза Казачьих Войск. 1 июня избран председателем II Общеказачьего съезда в Петрограде. 7 июня избран председателем Совета Союза Казачьих Войск. В сентябре избран атаманом Оренбургского казачьего войска и главой (председателем) войскового правительства. По своим политическим взглядам стоял на республиканских позициях.

## Восстание А. И. Дутова

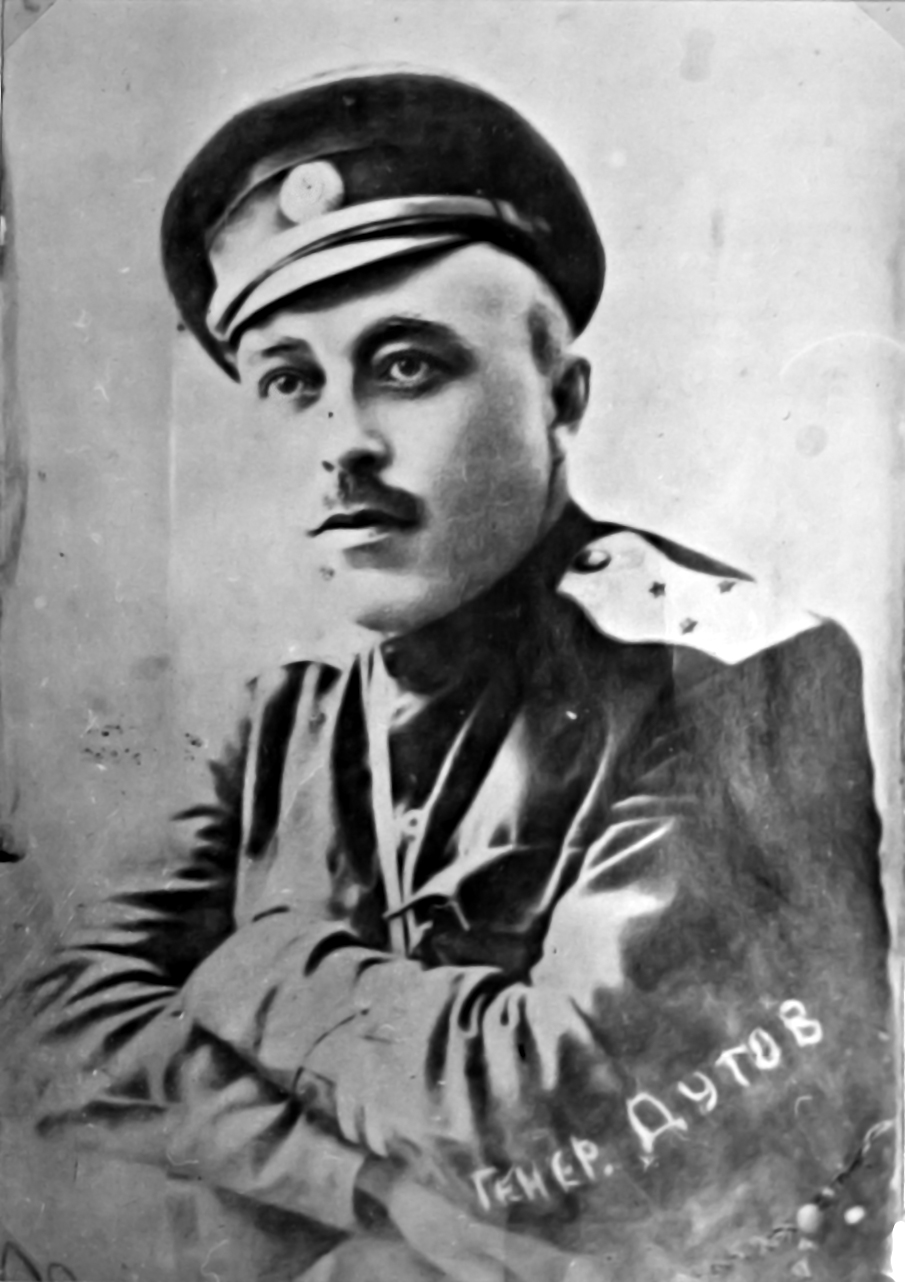
Генерал Дутов, октябрь 1918, Оренбург

К октябрю 1917 года 38-летний А. Дутов превратился в знаковую фигуру, известную всей России и популярную в казачестве.
26 октября (8 ноября) вернулся в Оренбург и приступил к работе по своим должностям. В тот же день подписал приказ по войску № 816 о непризнании на территории Оренбургского казачьего войска власти большевиков, совершивших переворот в Петрограде, став, таким образом, первым войсковым атаманом, объявившим войну Советской власти. 27 октября им был издан новый указ по Оренбургскому казачьему войску: «Впредь до восстановления полномочий Временного правительства и телеграфной связи принимаю на себя всю полноту исполнительной государственной власти». Город и губерния были объявлены на военном положении. Созданный Комитет спасения родины, в который вошли представители всех партий, за исключением большевиков и кадетов, назначил его начальником вооруженных сил края.
Взял под свой контроль стратегически важный регион, перекрывавший сообщение центра страны с Туркестаном и Сибирью. Поставил перед собой задачу провести выборы в Учредительное собрание и поддерживать стабильность в губернии и войске вплоть до его созыва. С этой задачей в целом справился. Приехавшие из Петрограда и местные, не ушедшие в подполье, большевики были арестованы, а разложившийся и пробольшевистски настроенный гарнизон Оренбурга разоружён и распущен по домам.

В ноябре избран членом Учредительного Собрания от Оренбургского казачьего войска. 
Родзянко, Милюковы, Гучковы, Коноваловы хотят вернуть себе власть и при помощи Калединых, Корниловых и Дутовых превращают трудовое казачество в орудие своих преступных целей...
 — этими словами открывалось обращение Совета народных комиссаров от 25 ноября 1917 года. А главному комиссару Черноморского флота и «красному коменданту Севастополя» В. В. Роменцу СНК послал следующую «установочную» телеграмму:
Каледины, корниловцы, дутовы — вне закона!

Открывая 7 декабря 2-й очередной Войсковой Круг Оренбургского казачьего войска, Дутов говорил:
«Ныне мы переживаем большевистские дни. Мы видим в сумраке очертания царизма, Вильгельма и его сторонников, и ясно определённо стоит перед нами провокаторская фигура Владимира Ленина и его сторонников: Троцкого-Бронштейна, Рязанова-Гольденбаха, Каменева-Розенфельда, Суханова-Гиммера и Зиновьева-Апфельбаума. Россия умирает. Мы присутствуем при последнем её вздохе. Была Великая Русь от Балтийского моря до океана, от Белого моря до Персии, была целая, великая, грозная, могучая, земледельческая, трудовая Россия — нет её»
16 декабря разослал командирам казачьих частей призыв направить казаков с оружием в войско. Однако основная масса казаков, возвращавшихся с фронта, воевать не хотела, только кое-где формировались станичные дружины. В связи с провалом казачьей мобилизации А. И. Дутов мог рассчитывать лишь на добровольцев из офицеров и учащейся молодежи, всего не более 2-х тысяч человек, включая стариков и необстрелянную молодежь.
Тем временем преданные Советской власти войска начали наступление на Оренбург. После тяжёлых боёв численно превосходящие дутовцев отряды Красной гвардии, под командованием В. К. Блюхера 31 января 1918 года в результате совместных действий с большевистским подпольем захватили Оренбург. А. Дутов решил не покидать территорию Оренбургского войска и отправился в центр 2-го военного округа — Верхнеуральск, находившийся вдали от крупных дорог, рассчитывая там продолжить борьбу и мобилизовать новые антибольшевистские силы.
В марте Верхнеуральск был также взят Красной армией, после чего казачье правительство обосновалось в станице Краснинской, где к середине апреля попало в окружение. 17 апреля, прорвав окружение силами четырёх партизанских отрядов и офицерского взвода, А. Дутов вырвался из Краснинской и ушёл в Тургайские степи.
Весной 1918 г., вне связи с Дутовым, на территории 1-го военного округа началось мощное повстанческое движение, спровоцированное политикой Советской власти и руководимое съездом делегатов 25 станиц и штабом во главе с войсковым старшиной Д. М. Красноярцевым. В ночь на 4 апреля отряд казаков войскового старшины Н. В. Лукина и отряд С. В. Бартенева совершили дерзкий налёт на Оренбург, заняв его на некоторое время и нанеся частям Красной армии ощутимые потери. В ответ последовали антиказачьи карательные меры (в частности, сожжено 11 станиц).
В результате к июню только на территории 1-го военного округа в восстании участвовало свыше 6 тысяч казаков. В конце мая к движению присоединились казаки 3-го военного округа, поддержанные восставшими частями Чехословацкого корпуса. Красногвардейские отряды на территории Оренбургского войска были повсеместно разбиты, и 3 июля казачьими частями был взят Оренбург. От казаков к А. Дутову, как законно избранному войсковому атаману, в Тургайские степи была выслана делегация. 7 июля он прибыл в Оренбург и вновь возглавил Оренбургское казачье войско, объявив территорию Оренбургской губернии «Особой Областью Войска Оренбургского». 28 сентября казаки взяли Орск — последний из городов на территории войска, занятых до этого Красной армией. Таким образом, территория войска была на некоторое время полностью очищена от красных.
В числе первых поддержал Верховного правителя — А. В. Колчака. Подчиняющиеся А. Дутову войска в ноябре вошли в состав Русской армии адмирала.
Оренбургская армия А. И. Дутова с переменным успехом вели борьбу с Красной армией, но в сентябре 1919 года она была разбита под Актюбинском. Атаман с остатками войска отошёл в Семиречье, где присоединился к Семиреченской армии атамана Б. В. Анненкова. Из-за отсутствия продовольствия переход через степи стал известен как «Голодный поход».
По прибытии в Семиречье А. Дутов был назначен атаманом Анненковым генерал-губернатором Семиреченской области. Командование же Оренбургской армией перешло к генералу А. С. Бакичу. Под натиском РККА в мае 1920 года Дутов, с атаманским отрядом и гражданскими беженцами, перешёл границу и ушёл в Китай, куда вскоре отступила и Семиреченская армия атамана Анненкова.

## Убийство
7 февраля 1921 года был убит в Суйдуне агентами ВЧК в ходе «спецоперации» (вооружённой диверсии на территории Китая), целью которой было либо похитить его и вывезти его в Джаркент, либо убить. Руководил «операцией» Касымхан Чанышев — выходец из богатой татарской купеческой семьи, начальник Джаркентской уездной милиции. Группа состояла из 9 человек (все, кроме Чанышева и дунганина Джамаза, являлись уйгурами).
Чанышев, используя свои связи среди белых и выдавая себя за противника Советской власти, способного поднять восстание в Джаркентском уезде, в октябре 1920 года добился встречи с А. Дутовым. Во время этой встречи он смог втереться в доверие к атаману, а также отметил усталый вид и определённый скепсис Дутова к его сообщениям и великолепную осведомлённость о делах в Семиречье, что говорило об отличной работе дутовской разведки и контрразведки. Через месяц Чанышев повторно съездил к Дутову, на этот раз добившись полного доверия.
Подготовка к похищению шла полным ходом, когда внезапно Чанышеву перестали доверять, и дорога к атаману стала для него закрыта. Чекисты, в свою очередь, начали подозревать в Чанышеве двойного агента, арестовали его и взяли в заложники всех его ближайших родственников. Ему был поставлен ультиматум: либо он убивает Дутова (о похищении речь уже не шла), либо всех его родственников расстреляют.
В ночь с 31 января на 1 февраля 1921 года диверсионная группа перешла границу. Второго февраля они уже были в Суйдуне. Чанышев написал Дутову записку, что к восстанию всё готово, и нужно немедленно начинать выступление: «Господин атаман. Хватит нам ждать, пора начинать, всё сделано. Готовы. Ждём только первого выстрела, тогда и мы спать не будем», и отправляет её со своим курьером Махмудом Хаджамировым. В штабе его знали, ранее он уже бывал у атамана с поручениями от Чанышева. Потому пропустили его прямо к Дутову в кабинет, где помимо самого Дутова был его адъютант, сотник Лопатин. Хаджамиров передал записку атаману и как только тот начал её читать, в упор выстрелил в него, потом в Лопатина и добил лежащего на полу Дутова. Боевики снаружи штаба убили внешнюю охрану, и вся диверсионная группа без потерь бежала из Суйдуна.
11 февраля из Ташкента была отправлена телеграмма об исполнении задания председателю Туркестанской комиссии ВЦИК и СНК, члену Реввоенсовета Туркестанского фронта Г. Я. Сокольникову, а копия телеграммы — в ЦК РКП(б). Члены группы были награждены Ф. Э. Дзержинским, а в 1930-е годы все стали жертвами политических репрессий. Последний участник "операции" проживал на территории Оренбургской области (куда он был сослан) вплоть до своей смерти в 1968 году.
А. Дутов и убитые вместе с ним двое казаков были похоронены с воинскими почестями в предместье Суйдуна, на католическом кладбище. Через несколько дней после похорон могила атамана была осквернена: неизвестные выкопали тело и обезглавили его.

## Награды
- Орден Святого Станислава 3-й степени (23.01.1906)
- Орден Святой Анны 3-й степени (6.12.1910)
- мечи и бант к Ордену Святой Анны 3-й степени (1917)
- Орден Святой Анны 2-й степени (8.05.1915)